# Melanepalpus albipes
Melanepalpus albipes là một loài ruồi trong họ Tachinidae.